# 奧斯科爾河
奧斯科爾河（羅馬化：Oskol），或按烏克蘭語名譯奧斯基爾河（羅馬化：Oskil），是俄羅斯和烏克蘭的河流，屬於北頓涅茨河的左支流，河道全長436公里，流域面積14,680平方公里，流經俄羅斯的庫爾斯克州、別爾哥羅德州和烏克蘭的哈爾科夫州東部，河畔城鎮有别尔哥罗德的舊奧斯科爾、新奧斯科爾、瓦盧伊基与乌克兰哈尔科夫州的庫皮揚斯克，并在伊久姆附近汇入北顿涅茨河，平均水深2.5-3米。苏联时期奥斯科尔河上建有水库（切尔诺沃奥斯科尔水库），可协助调节北顿涅茨河的流量。

## 水质
2015年，奥斯科尔河的俄羅斯旧奥斯科尔上游河段被评为“污水”，以亚硝态氮和氨型氮为主，均超标10倍以上。